# ミルセン
ミルセン (myrcene) は天然に存在する有機化合物で、モノテルペンに属するオレフィンの一種である。α-ミルセンとβ-ミルセンの2種の異性体があるが、単にミルセンといった場合、後者のことを指すことが多い。α-ミルセンは天然には存在しない。IUPAC系統名では、α-ミルセンは2-メチル-6-メチレンオクタ-1,7-ジエン 2-methyl-6-methyleneocta-1,7-diene、β-ミルセンは7-メチル-3-メチレンオクタ-1,6-ジエン 7-methyl-3-methyleneocta-1,6-diene と呼ばれる。
β-ミルセンは芳香を持つ無色の液体で、室温では徐々に重合する。消防法による第4類危険物 第2石油類に該当する。

## 存在
ローリエ（月桂樹の葉）やバーベナ、キャラウェイ、フェンネル、タラゴン、イノンド、オウシュウヨモギ、セイヨウトウキなど、およびミルキア属 (Myrcia)、マツ属、Amomum 属、ハッカ属、アキギリ属、カラハナソウ属、アサ属の植物などに含まれる。
ミルセンはキクイムシのフェロモンでもあり、ベルベノールと同じく誘引物質として作用する。キクイムシの忌避剤としてベルベノンが知られる。

## 利用
ピネンの熱分解によって製造され、香料工業において広く利用される。こころよい芳香を持つため、ミルセンそのものが添加されることもあるが、他の香料、例えばメントール、シトラール、シトロネロール、シトロネラール、ゲラニオール、ネロール、リナロールを製造する際の原料として使われる。樹脂の製造にも用いられる。